# 圣乔治-因博斯科
圣乔治-因博斯科（義大利語：San Giorgio in Bosco）是意大利威尼托大区帕多瓦省的一个市镇。总面积28.09平方公里，人口6302人，人口密度224.4人/平方公里（2009年）。国家统计（ISTAT）代码为028076。